# 艾万·摩根

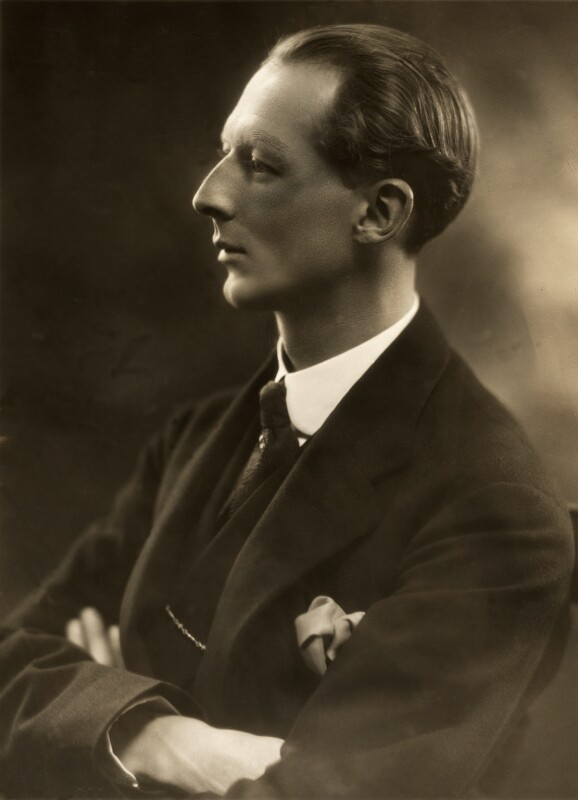
The 2nd Viscount

艾万 费德雷克 摩根，第二代崔迪迦子爵（1893年7月13日—1949年4月27日） FRSL FRSA FAGS FIL FZS是一位威尔士诗人和作家，继承父亲为崔迪迦子爵。

## 生平
他是第一代崔迪迦子爵科特尼·摩根（Courtenay Morgan, 1st Viscount Tredegar, of Tredegar Park, Monmouthshire, Wales）和卡瑟琳 卡内基夫人（Lady Katharine Carnegie）的孩子。第十三代拜德福公爵（13th Duke of Bedford）称崔迪迦家族是他“所见过的最古怪的家族”（"the oddest family I have ever met"）。
艾万早年就读于伊顿公学，后在牛津大学基督堂学院念书。1917年，他在给大臣威廉桥曼子爵（William Bridgeman, 1st Viscount Bridgeman）任秘书时结识了诗人、牛津毕业生罗伯特·格雷夫斯（Robert Graves）。他们十分要好，并发现艾万的堂哥Raymond Rodakowski是罗伯特的同窗。二人一起探讨了诗作和超自然方面的兴趣。
艾万背弃了新教信仰，改宗天主教 他是教宗本篤十五世和教宗庇護十一世的剑与角的侍从。他在超自然方面被阿莱斯特 克劳利（Aleister Crowley）称赞为大师中的大师（Adept of Adepts）。
他参加了第一次世界大战，在威尔士近卫军服役时获得中尉衔。第二次世界大战期间，他在军情八处工作，负责管理信鸽。
他不小心把部门机密泄露给两个女向导，被送上军事法庭，但没有被送进监狱或更糟。

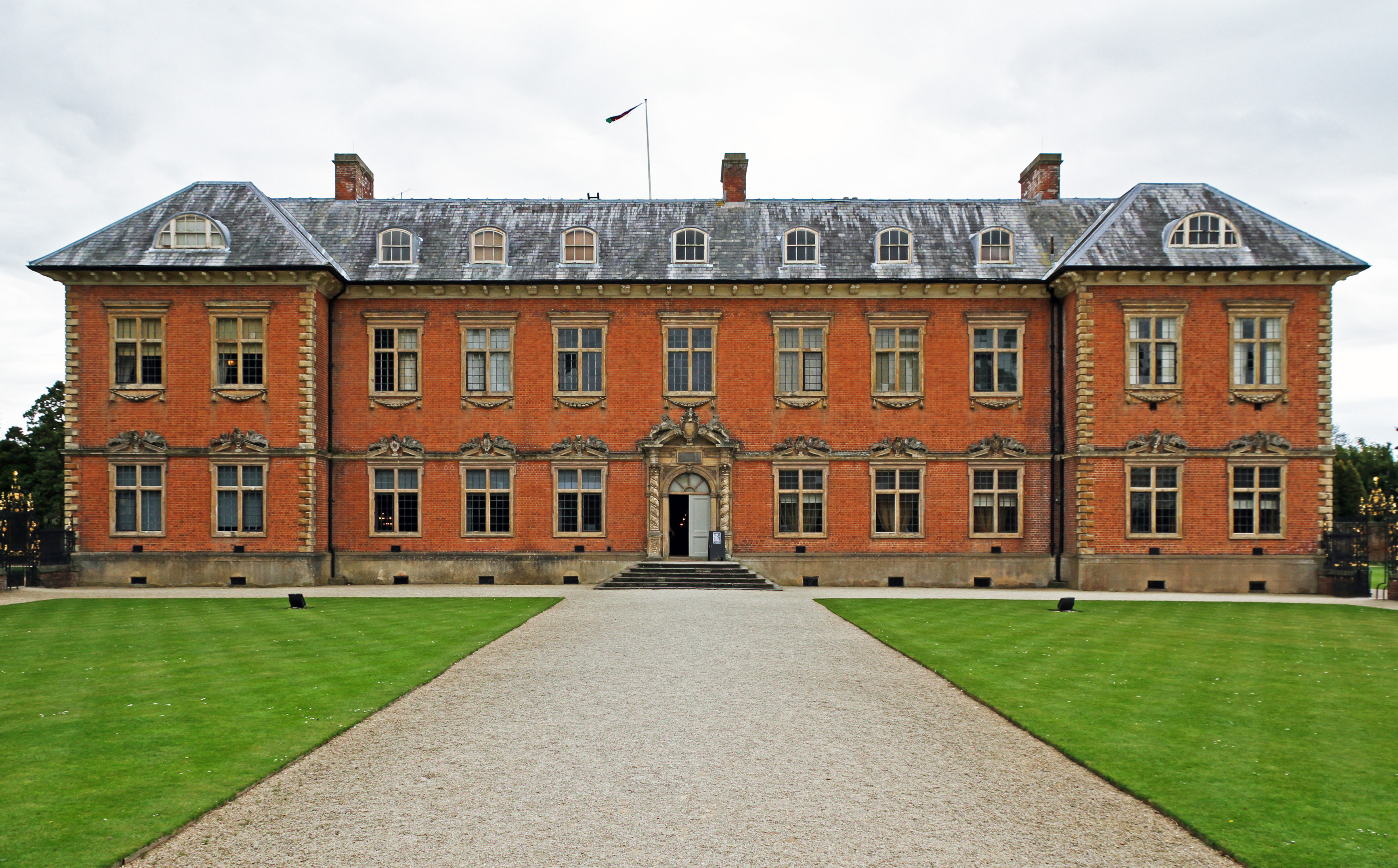
Tredegar House

1929年，他作为保守党候选人竞选Limehouse的候选人落选。
他的父亲去世后，他继承了纽波特附近的崔迪迦大宅在那里他独自居住，并养了一些动物和鸟类。
他把一个房间，即他的魔法房间（"Magik"），专门用来研究神秘学。
摩根是赫胥黎（Aldous Huxley）的好友，他是赫胥黎作品《Crome Yellow》中的Ivor Lombard的原型，也是Ronald Firbank的《The Flower Beneath the Foot》中的Eddie Monteith的原型。
他所受的奖章有:
- 马耳他主权和军事骑士团荣誉和奉献骑士勋章
- 正义骑士，君士坦丁圣乔治骑士团
- 正义骑士，耶路撒冷圣约翰骑士团(KJStJ)
- 圣墓骑士团指挥官(带星型)

## 婚姻
尽管知道他是同性恋，但他还是结了两次婚。

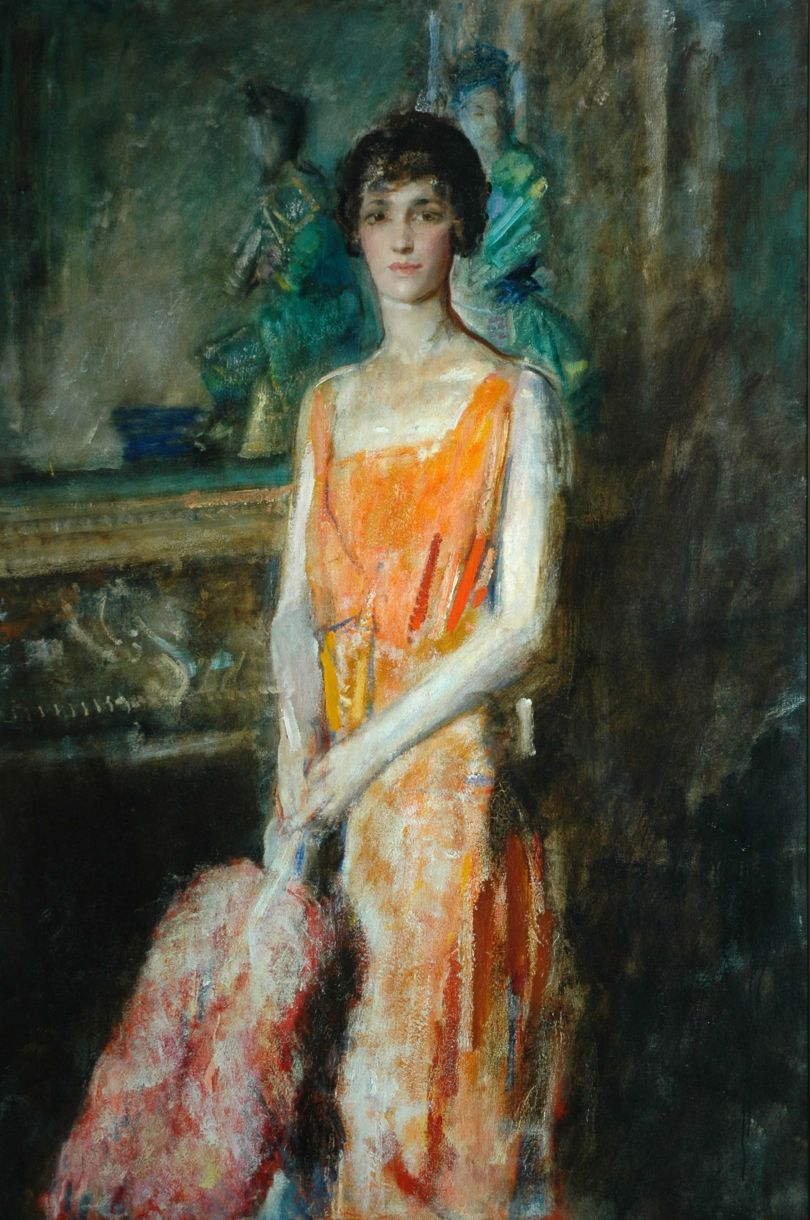
Lois Sturt by Ambrose McEvoy, 1920

- Lois Ina Sturt（1900-1937年），女演员。Crichel的第二代Alington男爵Humphrey Napier Sturt和Lady Feodorowna Yorke之女。二人在1928年4月1日结婚。1937年，Lois去世。[8]
- 奥尔加-谢尔盖耶夫娜-多尔戈鲁基公主（Princess Olga Sergeivna Dolgorouky） (1915–1998), 谢尔盖-亚历山德罗维奇-多尔戈鲁基将军亲王（General Prince Serge Alexandrovitch Dolgorouky）和Irina Vassilievna Narishkina之女。1939年3月13日结婚，1943年，婚姻宣告无效.[8]

## 去世
他于1949年4月27日猝然去世，享年55岁，没有继承人，因而子爵爵位因此作废消止。
男爵爵位传给了他76岁的叔叔弗雷德里克。
为了逃避遗产税，崔迪迦庄园直接传给了弗雷德里克的儿子约翰，也就是第6任崔迪迦男爵。
不久之后，他将庄园卖给了圣约瑟夫修女会，庄园后来成为一所女校，最终在1990年代改隶National Trust，改为公园对公众开放至今。
仅仅几个月后，他的母亲在伦敦去世。

## 作品
- 碎片
- 金色和赭石
- 黎明时分
- 鳗鱼
- 运河之城